# Samarkand Challenger 2011
Il Samarkand Challenger 2011 è stato un torneo professionistico di tennis maschile giocato sulla terra rossa. È stata la 15ª edizione del torneo, facente parte dell'ATP Challenger Tour nell'ambito dell'ATP Challenger Tour 2011. Si è giocato a Samarkand in Uzbekistan dall'8 al 14 agosto 2011.

## Partecipanti

### Teste di serie
| Nazionalità | Giocatore                   | Ranking* | Testa di serie |
| ----------- | --------------------------- | -------- | -------------- |
| Uzbekistan  | Denis Istomin               | 81       | 1              |
| Russia      | Aleksandr Kudrjavcev        | 149      | 2              |
| Paesi Bassi | Igor Sijsling               | 178      | 3              |
| Romania     | Victor Crivoi               | 182      | 4              |
| Slovacchia  | Andrej Martin               | 193      | 5              |
| Tunisia     | Malek Jaziri                | 230      | 6              |
| Francia     | Jonathan Dasnières de Veigy | 244      | 7              |
| Slovacchia  | Ivo Klec                    | 246      | 8              |

- 1 Ranking al 1º agosto 2011.

### Altri partecipanti
Giocatori che hanno ricevuto una wild card:
- Murad Inoyatov
- Denis Istomin
- Christopher Rungkat
- Nigmat Shofayziev

Giocatori che sono passati dalle qualificazioni:
- Sarvar Ikramov
- Temur Ismailov
- Aleksandr Kudrjavcev
- Divij Sharan
- Žakchongir Džalalov (lucky loseer)
- Vaja Uzakov (lucky loseer)

## Campioni

### Singolare
Denis Istomin ha battuto in finale  Malek Jaziri con il punteggio di 7–6(2), rit.

### Doppio
Michail Elgin /  Aleksandr Kudrjavcev hanno battuto in finale  Radu Albot /  Andrej Kuznecov con il punteggio di 7–6(4), 2–6, [10–7]